# Flandre (navire de croisière)
Pour les articles homonymes, voir Flandre.
Le Flandre est un paquebot construit en 1952 aux Ateliers et Chantiers de France-Dunkerque à Dunkerque pour la Compagnie générale transatlantique. Construit à l’origine pour être exploité sur la ligne des Antilles avec son navire jumeau, il commence finalement sa carrière sur la ligne de l’Atlantique Nord pour remplacer le De Grasse. En 1962, lorsque le France est mis en service, le Flandre rejoint la ligne des Antilles et y reste jusqu’à sa vente à Costa Croisières en 1968. Il devient le Carla C. et est affrété par Princess Cruises et navigue pendant deux ans sous le nom de Princess Carla, puis retourne chez Costa Croisières pour remplacer le Fulvia. Remotorisé en 1974 à Rotterdam, il est ensuite renommé CarlaCosta en 1986. En 1992, il est vendu à la compagnie Epirotiki Cruises qui le renomme Pallas Athena. Le 24 mars 1994, il est détruit par un incendie alors qu’il est amarré au Pirée. Déclaré perte totale, il est envoyé à la casse et détruit à Aliağa en 1994.

## Histoire

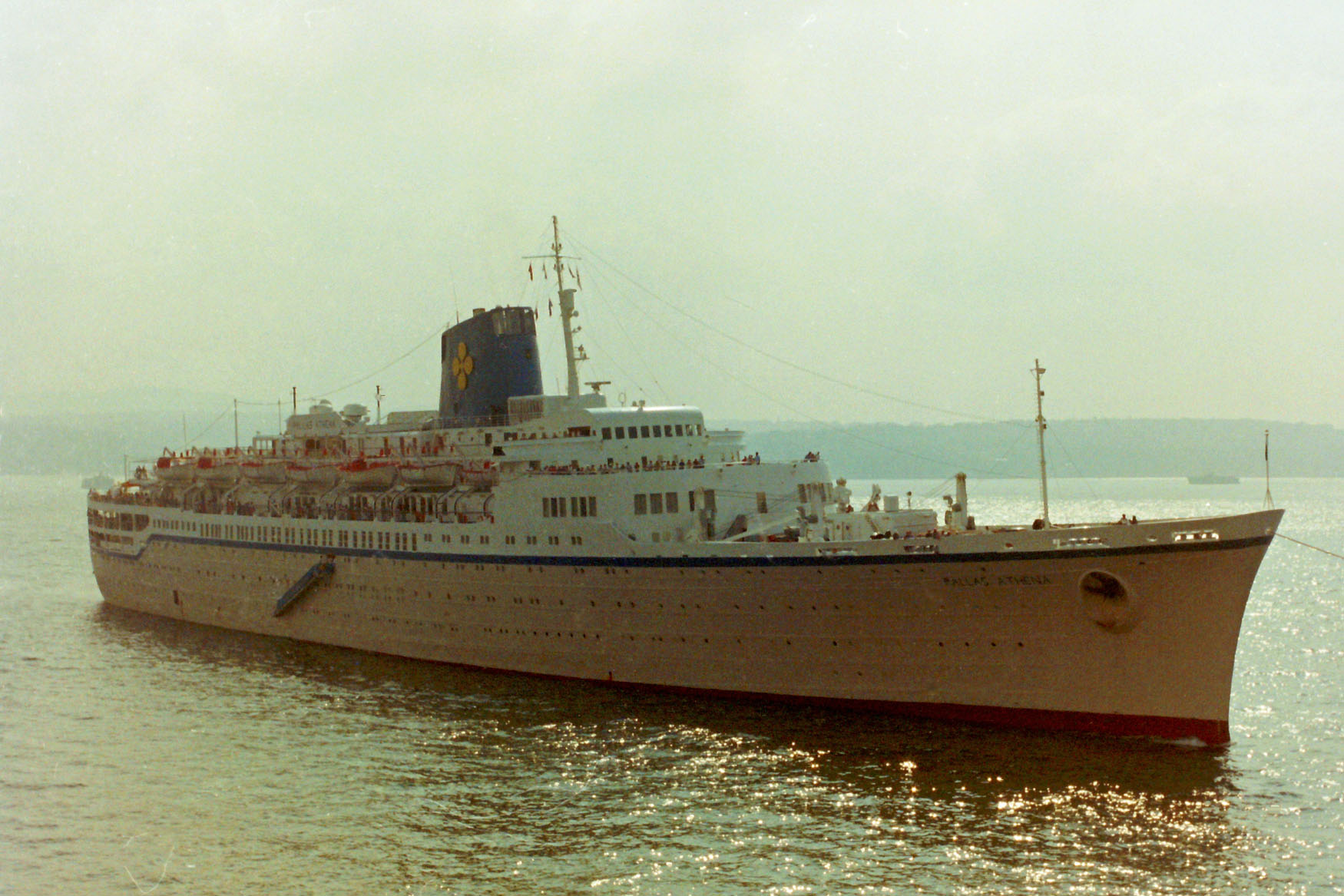
Le Pallas Athena à Istanbul en 1992.

Le Flandre est mis en service par la Compagnie générale transatlantique entre Le Havre et New York afin de remplacer le De Grasse. Le Flandre commence son voyage inaugural vers New York le 23 juillet 1952. Ses premières années d’exploitation sont marquées par de nombreux problèmes mécaniques et le navire est finalement mis en service sur la ligne des Antilles en 1962, lorsque le France est inauguré. Sa coque est repeinte en blanc, la couleur qu’elle gardera jusqu’à la démolition du navire en 1994.
En août 1967, le Flandre effectue deux liaisons Le Havre - Southampton - Montréal dans le but d'amener des visiteurs européens à l'Exposition universelle de 1967 ; il accoste une première fois à Montréal le 11 août, puis une seconde fois le 29 suivant. Il s'agit de la première présence d'un paquebot français à Montréal depuis les années 1930.
En 1968, le Flandre est vendu à Costa Croisières qui le renomme Carla C. et le transforme en navire de croisière. Pendant sa reconversion, il est affrété par Princess Cruises et sort de cette transformation sous le nom de Princess Carla. Le contrat est rompu par Costa Croisières en 1970, qui récupère le Carla C. pour remplacer le Fulvia qui a coulé le 19 juillet 1970. En juin 1974, il est envoyé à Rotterdam afin d’y être remotorisé. Il reprend du service six mois plus tard, en janvier 1975. Le 14 février 1976, il heurte le Cunard Adventurer à San Juan. Dix ans plus tard, en 1986, il est renommé CarlaCosta.

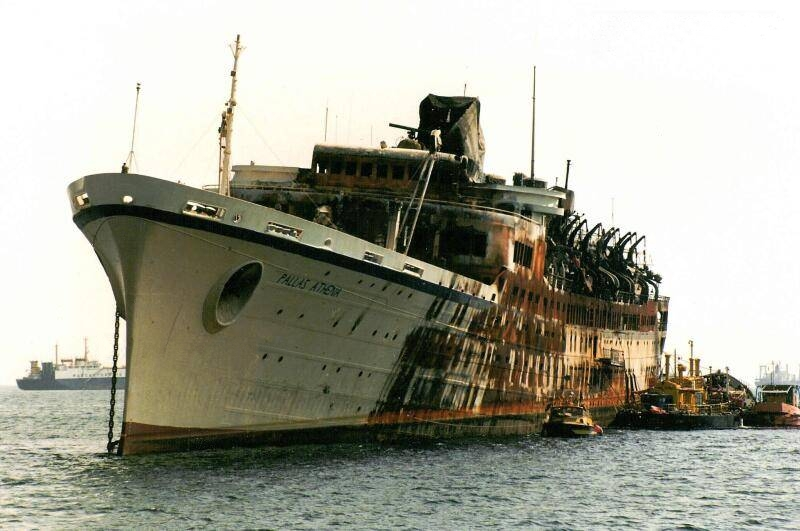
Le Pallas Athena après l'incendie peu de temps avant sa démolition.

En 1992, il est vendu à la compagnie Epirotiki Cruises qui le renomme Pallas Athena. Il effectue alors des croisières d’une semaine au départ du Pirée. Le 24 mars 1994, alors qu’il est amarré dans le port du Pirée, un court-circuit dans la salle de bal déclenche un incendie qui devient rapidement incontrôlable. Lorsque celui-ci est enfin maîtrisé, le navire est remorqué en baie de Salamine,. Il est déclaré perte totale et envoyé à la casse. Il arrive à Aliağa le 25 décembre 1994 pour être détruit.

## Décoration
Le salon de première classe était décoré par Mathurin Méheut. Jules Leleu est nommé décorateur conseil et s'adjoint les services de Marc Simon.